# Andrzej Biegalski
Andrzej Biegalski (ur. 5 marca 1953 w Gierczynie, zm. 14 marca 2017 w Jastrzębiu-Zdroju) – polski bokser, olimpijczyk, mistrz Europy w wadze ciężkiej.

## Życiorys
Odniósł życiowy sukces podczas mistrzostw Europy w 1975 w Katowicach, kiedy niespodziewanie zdobył tytuł mistrzowski, wygrywając kolejno z Peterem Sommerem (Czechosłowacja) 5:0, Peterem Hussingiem (RFN) nokaut w 1. rundzie, Mirceą Șimonem (Rumunia) nokaut w 2. rundzie i w finale z obrońcą tytułu Wiktorem Uljaniczem (ZSRR) 4:1.
Na mistrzostwach świata w 1974 w Hawanie doszedł do ćwierćfinału w wadze ciężkiej. Podczas igrzysk olimpijskich w 1976 w Montrealu w wadze ciężkiej i mistrzostw Europy w 1979 w Kolonii w wadze superciężkiej przegrał pierwsze walki.
Biegalski był trzykrotnie mistrzem Polski: w 1974 i 1978 w wadze ciężkiej, a w 1979 w wadze superciężkiej. W 1977 był wicemistrzem w wadze ciężkiej. Dwukrotnie wygrał Turniej o Złoty Pas Polusa (w 1972 i 1973) w wadze ciężkiej. Dysponował doskonałymi warunkami fizycznymi, mierzył 192 cm wzrostu i ważył 95 kg.
Walczył w klubach Górnik Radlin, Górnik Pszów, Legia Warszawa i GKS Jastrzębie. Po zakończeniu kariery mieszkał w Jastrzębiu-Zdroju.
W swojej karierze stoczył 237 walk, z czego 201 wygrał i 36 pojedynków przegrał.
W wyborach parlamentarnych  w 2005 był kandydatem Partii Centrum do Sejmu z okręgu rybnickiego. Uzyskał 76 głosów.